# Speranza Scappucci
Speranza Scappucci (Roma, 9 aprile 1973) è una direttrice d'orchestra e pianista italiana, la prima donna italiana a dirigere un'opera alla Scala.

## Biografia
Ha iniziato a studiare musica all’età di quattro anni. Si è diplomata in pianoforte e direzione d'orchestra presso il Conservatorio Santa Cecilia di Roma e ha studiato presso la Juilliard School di New York.
Il suo debutto alla Scala di Milano è avvenuto il 18 gennaio 2022 con I Capuleti e i Montecchi. 
Nel 2017 viene nominata Principal Guest Conductor della "Opera Royale de Wallonie" di Liegi per il biennio 2017-2018.
Ha diretto e dirige tanti concerti sinfonici. Ha diretto l’Orchestra della Tonhalle di Zurigo, la Vancouver Symphony Orchestra, la Orchestre Metropolitain di Montréal nonché la Filarmonica della Scala di Milano. Dal 2025 è Principal Guest Conductor alla Royal Opera House.
Il 24 agosto 2018 è stata ospite di Corrado Augias nel programma Quante storie di Rai 3, mentre dal 2022 affianca stabilmente Augias  nel programma televisivo La gioia della musica.
Ha dichiarato di essere una grande ammiratrice di Simone Young.

## Discografia
La seguente discografia presenta una lista parziale di alcune delle incisioni più importanti.

### CD
- 2013 – Pubblica il suo primo CD, "Mozart Arias", con la Warner Classics, dirigendo la Royal Liverpool Philharmonic Orchestra (soprano: Marina Rebeka).[5]
- 2016 – In febbraio pubblica il CD "Il mio canto" dirigendo l'orchestra del Maggio Musicale Fiorentino (Opus Arte), con il tenore Saimir Pirgu.[6]

## Teatrografia
- La Cenerentola di Rossini al Teatro Regio di Torino (2016), direzione[7]
- La traviata e La Cenerentola con la Wiener Staatsoper di Vienna (2017), direzione
- I Capuleti e i Montecchi di Vincenzo Bellini all'Opéra di Parigi (2022), direzione

## Televisione
- La gioia della musica (Rai 3, dal 2022)

## Premi e riconoscimenti
- 2021 - De Sanctis Europa Prize[8]
- 2022 - Premio Porto Venere Donna[9]